# Pustary
Pustary (deutsch Pustar) ist ein Dorf in der polnischen Woiwodschaft Westpommern. Es gehört zu der Gmina Dygowo (Landgemeinde Degow) im Powiat Kołobrzeski (Kreis Kolberg).

## Geographische Lage
Das Dorf liegt im Norden der polnischen Woiwodschaft Westpommern, etwa 7 km südwestlich von Dygowo (Degow), 10 km südöstlich von Kołobrzeg (Kolberg) und 104 km nordöstlich der Provinzhauptstadt Stettin. Es gehört zur historischen Region Hinterpommern.

## Geschichte

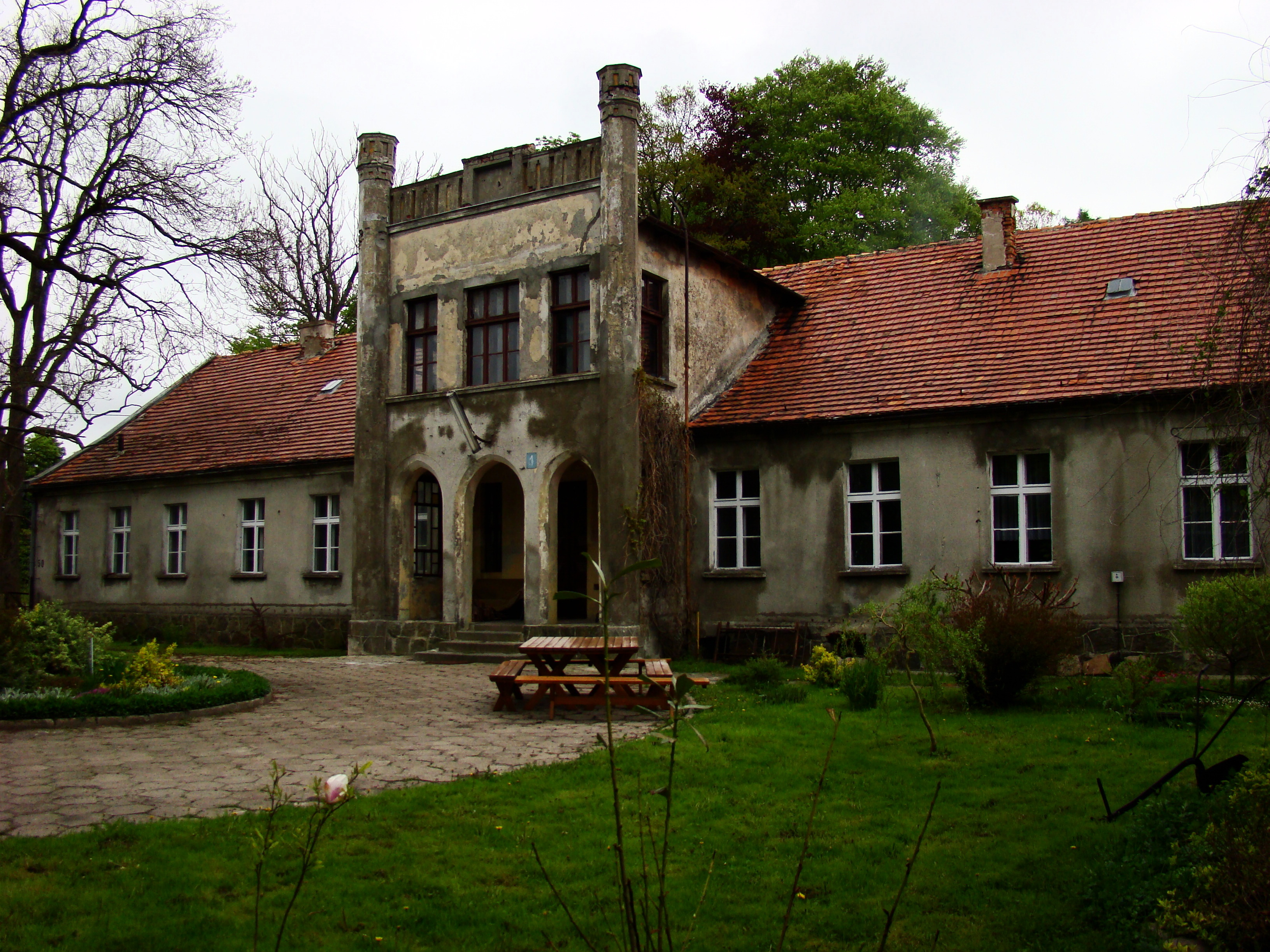
Gutshaus (Aufnahme von 2010)

Pustar war ursprünglich ein einzeiliges Zeilendorf, das sich später zu einem bloßen Rittergut entwickelte. Laut Urkunden waren ältere Ortsnamen Pustarze (1363), Pustars (1565) und Putstars (1572). Pustar bestand im 17. Jahrhundert aus drei Teilen A, B und C, wozu später noch ein vierter Teil D kam. Um 1864 gab es in Pustar mit der Mühle 18 Wohngebäude, darunter das herrschaftliche Wohnhaus, das Schulhaus und ein Ortsvorstandshaus, sowie rund 210 Einwohner, die in 29 Familien lebten.
Nachfolgend sind, sofern bekannt, die Gutsherren mit dem Jahr der Erwähnung aufgelistet:
1. Magnus Pustars, 1565/72
2. Franz und Hans Pustars, 1583
3. Wulf und Peter von Pustar, 1624/28/31
4. Heinrich d. Ä., Jürgen, Peter und Ewald von Pustar, 1666
5. Pustar B ist im Besitz von Franz Caspar und Claus Magnus von Pustar, vor 1694
6. Felix Kundenreich, Käufer von Pustar A und B, 1694
7. Ders. verkauft Pustar B an Heinrich Wilhelm von Pustar, 1705
8. Kundenreich kauft Pustar C hinzu, 1707
9. Bogislav Liebeherr kauft Pustar B von H.W.v.Pustars Erben, Jan. 1730
10. „Kriegscomnissarius“ Matthäus Hensel kauft Pustar B von Liebeherrs Erben, Nov.–Dez. 1730
11. Christian Selle ersteht Pustar A und C von Kundenreichs Witwe, 1737
12. Major Henning Alexander von Kahlden bekommt das gesamte Gut erteilt, 1744
13. Ders. tritt seine Rechte an die Besitzer der Höfe ab, 1747
14. Christian Selle kauft den Teil des „Schloßrentmeisters“ Stürmer hinzu, 1747
15. Anna Sophia Madeweis geb. Hensel, Tochter von Matthäus. H., Ehefrau des Kolberger Bürgermeisters, erbt Pustar B, 1759
16. Heinrich Kuhze, Selles Schwiegersohn, erbt dessen Teilhöfe, zw. 1747 u. 1765
17. Ders. verkauft Pustar C und den ehem. Stürmer'schen Teil an Peter Lewezow, 1765
18. Pustar A gerät an Kuhzes Witwe Lucia geb. Selle, inzw. verh. Brand(t), 1776
19. Pustar A und B sind im Besitz der Gebrüder Brandt, Teile C und D den Gebrüdern Levezow, 1804
20. Pustar C und D werden von Heinrich Wartemeyer erworben, irgendwann nach 1804
21. Premierleutnant Carl Ludwig Damm erwirbt nach und nach alle vier Hofteile, 1823/30/32/37
22. Alle Teile werden wieder zu einem Rittergut vereint, 1843
23. Rudolf Damm, Sohn Carl Ludwig Damms, erbt 1855
24. Carl Damm erbt 1863
25. Vorübergehend übernimmt eine Erbengemeinschaft das Gut, um 1920
26. Frau Wally Damm erbt das Gut und bewirtschaftet es bis 1945

Der Großbetrieb Pustar umfasste 1939 insgesamt 555 Hektar.
Bis 1928 bildete Pustar einen eigenen Gutsbezirk im Kreis Kolberg-Körlin. 1928 wurde es im Zuge einer Gebietsreform in die benachbarte Gemeinde Zwilipp eingemeindet.
Um die Jahreswende 1945/1946 vertrieben polnische Milizen die deutsche Bevölkerung des Dorfes, wie auch in allen anderen Dörfern Hinterpommerns so geschehen, siehe Geschichte Pommerns. Nachfolgend wurde es von Polen besiedelt.

### Kirchspiel
Seit der Einweihung der Zerniner Kirche im Jahre 1281 gehörte das Dorf bis zum Jahre 1911 zu dessen evangelischem Pfarrsprengel, danach zum Kirchspiel Zwilipp.

### Gutshaus
Die Fassade des Gutshauses ist 10-achsig, in der Mitte einen zweigeschossigen Giebel mit Arkadenbögen vor dem Portal.